# Lagosuchidae
Los lagosúquidos (Lagosuchidae) son una familia de animales saurópsidos ornitodiros dinosauromorfos que vivieron durante el Triásico Medio y Superior en lo que es hoy América del Sur. Eran bípedos y gráciles con hocicos alargados repletos de pequeños dientes, en una cabeza pequeña con un cuello en forma de "S". Los huesos del pie, falanges y metatarsianos, se fusionaron y alargaron, las patas traseras tenían 2 a 4 veces el tamaño de las delanteras y el centro de gravedad se desplazó hacia la cadera. Dentro del grupo de los ornitodiros, estos pequeños vertebrados están considerados como el clado más basal en relación con los dinosaurios.